# Овеселу (Валча)
Овеселу (рум. Oveselu) насеље је у Румунији у округу Валча. Oпштина се налази на надморској висини од 250 m.

## Становништво
Према подацима из 2002. године у насељу је живело 180 становника, од којих су сви румунске националности.